# Prime World: Defenders
Prime World: Defenders — кроссплатформенный коллекционный карточный Tower Defense, вписанный во Вселенную Prime World . Игра распространяется по модели Free-to-play .
Игрок выступает в роли Зверобоя — тактика и стратега небольшого отряда «Защитников». Отряд устраивает рейды в глубине Прайм-зоны — сражается с Чудью, охотится за артефактами. Игрок коллекционирует карточки магии и башен, чтобы затем использовать их в сражениях против монстров (Чуди). Отряд располагается на передвижной базе - дирижабле.

## Механика
Игра представляет собой смесь из классической механики Tower Defense и элементов коллекционирования. В начале игры пользователю предлагается стартовый набор карточек башен и заклинаний. По ходу игры пользователь получает новые карточки, которые впоследствии можно улучшать различными способами.
Все карточки в игре делятся на три типа:
- башни - используются для построения обороны в сражениях.
- заклинания - используются для нанесения урона монстрам и/или их ослабления.
- улучшения - используются для улучшения карточек башен и заклинаний

## Функциональность
- Карта мира - карта, на которой в строгой последовательности раскрывается сюжет игры.
- Коллекция - меню, в котором доступны для изучения все имеющиеся у пользователя карты. В меню Коллекции также осуществляется подготовка к сражению: пользователь, на своё усмотрение, может изменить набор башен и заклинаний для прохождения определенного уровня на Карте мира.
- Кузница - меню, в котором пользователь может улучшать имеющиеся карты.
- Таланты - меню, в котором пользователь с помощью внутриигровой валюты может разблокировать таланты.  Таланты предоставляют дополнительные бонусы, например "увеличение урона башен на 5%".
- Магазин - меню, в котором пользователь может приобрести наборы карт или игровую валюту.
- Главное меню - экран, при переходе на который игроку становится доступен вспомогательный функционал:

1. Энциклопедия - описания карточек, врагов, главный действующих персонажей игры. Также в Энциклопедии можно повторно ознакомиться с сюжетом игры.
2. Таблицы лидеров
3. Достижения
4. Настройки

## Герои
- Зверобой. Альтер эго пользователя. В прошлом - скиталец и искатель приключений. На момент начала сюжета игры - новый член отряда "Защитники". Отвечает за тактику и стратегию боя.
- Одри. Девушка, представитель фракции Доктов. Механик-изобретатель. Занимается строительством и улучшением башен. Бортовой механик.
- Имир. Основатель отряда "Защитников". Маг, лучший знаток древних артефактов на континенте.
- Урд-Наг. Чудь-герой. Предводитель Чуди и главный сюжетный антагонист отряда героев.

## Сюжет
В то время, как мир Праи поглощен противостоянием фракций Адорнийцев и Доктов, отряд "Защитников" отправляется в глубины Прайм-зоны в поисках редких артефактов. В погоне за ценной добычей, бортовые приборы летающего корабля героев фиксируют невероятный всплеск магической энергии. Герои решают, что засекли артефакт невероятной мощи и отправляются на его поиски. Когда герои обнаруживают местонахождение артефакта, становится понятно - монстры(Чудь) уже давно обнаружили это "место силы" и питаются от его энергии. Герои решают прорубить путь сквозь толпы монстров и отвоевать артефакт. После того, как героям удается это сделать, они перевозят артефакт на свою базу - укрепленный замок. Однако, монстры не готовы так просто отказаться от источника, подпитывающего их силу - они начинают осаждать замок. В ходе сражения герои встречают Урд-Нага - могущественного героя-монстра, предводителя Чуди. Герои выстраивают оборону замка, их цель - погрузить артефакт на дирижабль и бежать. Героям удается уйти, избежав прямого противостояния с предводителем монстров.
Поскольку прежняя база героев разрушена, они принимают решение найти новое укрытие. Зверобой, долгое время скитавшийся по Прайм-зоне, рассказывает остальным "Защитникам" о долине, укрытой в скалах. По прибытии в новый дом, Имир начинает заниматься исследованием таинственного артефакта и находит способ раскрыть всю его мощь и обернуть эту мощь на благо отряда. Героям понадобится Прайм-ускоритель, а также древний артефакт - Меч "Коготь Дракона". Прайм-ускоритель героям удается получить в награду за спасение поселения шахтеров от нападений чуди. Меч удается выменять у торговца артефактами.
После активации артефакта выясняется, что Имир использовал остальных членов отряда ради собственной корысти - и покидает отряд вместе с артефактом, обретя невероятное могущество и вечную жизнь.
Одри и Зверобой остаются ни с чем, осаждаемые ордами монстров под предводительством Урд-Нага - они учуяли всплеск энергии при активации артефакта и пришли забрать своё. Героям предстоит финальная схватка.

## Критика и отзывы
| Сводный рейтинг       | Сводный рейтинг     |
| Агрегатор             | Оценка              |
| --------------------- | ------------------- |
| GameRankings          | 63,71 %             |
| Metacritic            | 58/100 (7 обзоров)  |
| Kritikanstvo.ru       | 76/100 (10 обзоров) |
| Иноязычные издания    |                     |
| Издание               | Оценка              |
| Game Informer         | 5/10                |
| Gaming Nexus          | 8/10                |
| GameWatcher           | 7,5/10              |
| DarkZero              | 6/10                |
| IGN Italia            | 6/10                |
| Darkstation           | [ 11 ]              |
| Русскоязычные издания |                     |
| Издание               | Оценка              |
| Riot Pixels           | 56/100              |
| «Игромания»           | 6,5/10              |
| «Игры Mail.ru»        | 8,5/10              |
| StopGame.ru           | похвально           |

## Распространение
В ходе закрытого бета-тестирования игры, Prime World: Defenders были доступны в загрузчике Prime World. В июне 2013 года игра вышла в Steam и по настоящий момент распространяется в рамках этого сервиса по модели buy to play («купи, чтобы играть»). В Steam-версии игры микротранзакции отсутствуют.
Также игра доступна для загрузки в версии Free-to-play для iOS, Android, Facebook, Windows Store, Kongregate.
Летом 2018 года, благодаря уязвимости в защите Steam Web API, стало известно, что точное количество пользователей сервиса Steam, которые играли в игру хотя бы один раз, составляет 94 101 человек.